# خوآن آلبرتو ملگار کاسترو
خوآن آلبرتو ملگار کاسترو (انگلیسی: Juan Alberto Melgar Castro)؛ زادهٔ ۲۶ ژوئن ۱۹۳۰ – درگذشتهٔ ۲ دسامبر ۱۹۸۷) ارتشبد اهل هندوراس بود. او از ۲۲ آوریل ۱۹۷۵ تا ۷ اوت ۱۹۷۸ رئیس‌جمهور هندوراس بود.
خوآن آلبرتو ملگار کاسترو در ۲ دسامبر ۱۹۸۷، در سن ۵۷ سالگی بر اثر سکته قلبی درگذشت.